# Tataouinea
Tataouinea é um gênero de dinossauro da família Rebbachisauridae do Cretáceo Inferior da Tunísia. Há uma única espécie descrita para o gênero Tataouinea hannibalis. Seus restos fósseis foram encontrados na formação Ain el Guettar e datados do estágio Albiano.